# Rainier II. Monacký
Rainier II. Monacký (1350 Janov – 1407 Menton) byl od 29. června 1352 do 15. srpna 1357 monacký panovník. Byl synem Karla I., pána z Monaka, a Lucchiny Spinolové. Vládl společně se svým otcem, strýcem svého otce Antonínem a svým bratrem Gabrielem. Za 20 000 fl. vydal Monako obléhajícímu Janovu, ale ponechal si Menton a Roquebrune.

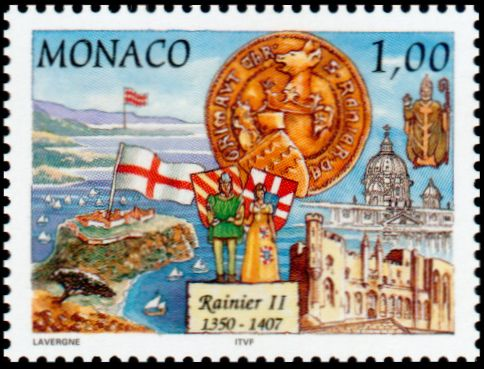
Známka, na které je vyobrazen Rainier II. a jeho choť Izabela

Byl admirálem z Languedocu a senešalem z Piemontu. Bojoval s francouzskou armádou v bitvě u Poitiers. Strašlivé ztráty Francie v této epické bitvě vedly k rozsáhlým vojenským reformám krále Karla V. Francouzského. Monacký přístav z nich přímo těžil.
Když doprovázel konvoje francouzských obchodních lodí v Lamanšském průlivu, byl zajat Janem z Lancasteru, 1. vévodou z Bedfordu. Jan z Lancasteru prodal svého urozeného zajatce svému králi, Eduardu III. Anglickému.

## Manželství
Poprvé se oženil s Marií del Carretto, dcerou Jiřího, markýze di Finale e Noli, a jeho manželky Leonory Fieschiové. Manželství bylo bezdětné.
Podruhé se oženil s Izabelou Asinariovovou.

### Potomci
1. Ambrož Monacký
2. Antonín II. Monacký[5]
3. Giacomo Monacký
4. Giovanna Monacký
5. Giovanni I. (Jan I. Monacký)
6. Gaspare Monacký
7. Maria Monacká
8. Griffeta Monacká
9. Enrico Monacký

## Následnictví
Po jeho smrti vládli Monaku společně jeho tři synové Ambrož, Antoine a Jan.